# Usan-guk
Usan-guk (koreanisch: 우산국) war ein koreanischer Staat, der aus Ulleung-do und den angrenzenden Inseln während der Zeit der drei Königreiche bestand. Den Samguk Sagi zufolge wurde er 512 vom Silla-General Kim Isabu erobert. Er soll hölzerne Löwen oder Tiger benutzt haben, um die Bewohner zur Kapitulation zu bewegen. Es wird behauptet, dass der Zweitname von Usan-guk Ulleung-do lautet. Usan-guk tauchte danach nur selten in historischen Aufzeichnungen auf, scheint aber bis zu seiner Annexion durch Goryeo im Jahr 930 eine weitgehend autonome Existenz geführt zu haben.
Vermutlich bestand Usan-guk aus Ulleung-do und Jukdo oder den Liancourt-Felsen.